# 4779 Whitley
A 4779 Whitley (ideiglenes jelöléssel 1978 XQ) a Naprendszer kisbolygóövében található aszteroida. Edward L. G. Bowell és Archibald Warnock fedezte fel 1978. december 6-án.